# 717
717 (DCCXVII) var ett normalår som började en fredag i den julianska kalendern.

## Händelser

### Okänt datum
- Karl Martell blir karolingisk rikshovmästare.
- Kungariket Medang grundas på Java.
- Belägringen av Konstantinopel (717–718).

## Födda
- Childerik III, kung av Frankerriket 743–751 (född omkring detta år, 714 eller 720)
- Rabia al-Adawiyya, helgon.

## Avlidna
- Eadwulf I, kung av Northumbria.
- Plectrude, politiskt aktiv frankiska.